# Mauricio de Sivatte
Mauricio de Sivatte y de Bobadilla (Arenys de Mar, 1 de agosto de 1901 — Barcelona, 28 de febrero de 1980) fue un político carlista español, jefe regional de la Comunión Tradicionalista en Cataluña y fundador de la Regencia Nacional y Carlista de Estella (RENACE). Criticó a Franco y su gobierno por considerarlo «izquierdista y masónico».

## Biografía

### Familia y juventud

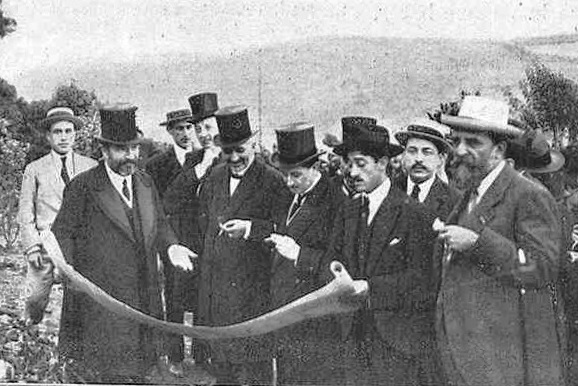
Manuel de Sivatte y otros, 1915

El apellido Sivatte es de origen francés y procede de la ciudad provenzal de La Colle. Hay constancia de los primeros Sivatte desde el siglo XVII. André de Sivatte, el primero en establecerse en España a principios del siglo XIX, fue agente de aduanas francés y oficial del consulado de Francia en Barcelona. André se casó con una española de Calonge, siendo su hijo, Edmundo Félix de Sivatte y Vilar —abuelo paterno de Mauricio—, el primero en nacer en la capital catalana. La esposa de Edmundo, María de las Mercedes de Llopart y Xiqués, participaría activamente en organizaciones católicas de caridad. Edmundo y Mercedes tuvieron por hijo a Manuel María de Sivatte y Llopart (1865-1931) —padre de Mauricio—, abogado instalado en Barcelona que llegaría a ser un destacado dirigente del carlismo catalán: fue presidente del Círculo Tradicionalista de Barcelona, además de miembro de la Junta Provincial de Barcelona y de la Junta Regional de la Comunión Tradicionalista en Cataluña. En reconocimiento a sus servicios, en 1899 el caudillo carlista le otorgaría el título de marqués de Vallbona. Debido a su participación en la Octubrada, una intentona carlista que en octubre de 1900 produjo el levantamiento de algunas partidas en Cataluña, se vio obligado a exiliarse del país. Al regresar a España fue cofundador de Fomento de la Prensa Tradicionalista, la empresa que reeditaría El Correo Catalán. Manuel de Sivatte también fue uno de los mayores propietarios de terrenos en el barrio de Las Roquetas, en el actual distrito de Nou Barris.
Manuel María de Sivatte se casó con Margarita de Bobadilla y Martínez de Arizala (1870-1905), que procedía asimismo de una familia carlista. Su padre, Mauricio de Bobadilla y Escrivá de Romaní —abuelo materno de Mauricio— había sido jefe del carlismo navarro y fue elegido diputado en las Cortes Constituyentes de 1869 por el distrito de Estella; posteriormente participaría en la Asamblea de Vevey y se pondría del lado de Carlos VII en la tercera guerra carlista. Manuel y Margarita tuvieron cinco hijos criados en un ambiente fervientemente católico: Manuel, Merceditas, Carlos Edmundo, Jaime y Mauricio. Tras la temprana muerte de su madre, desempeñaría un papel importante en la crianza de los niños la abuela paterna, Mercedes Llopart. Manuel María contrajo nuevo matrimonio en 1907.

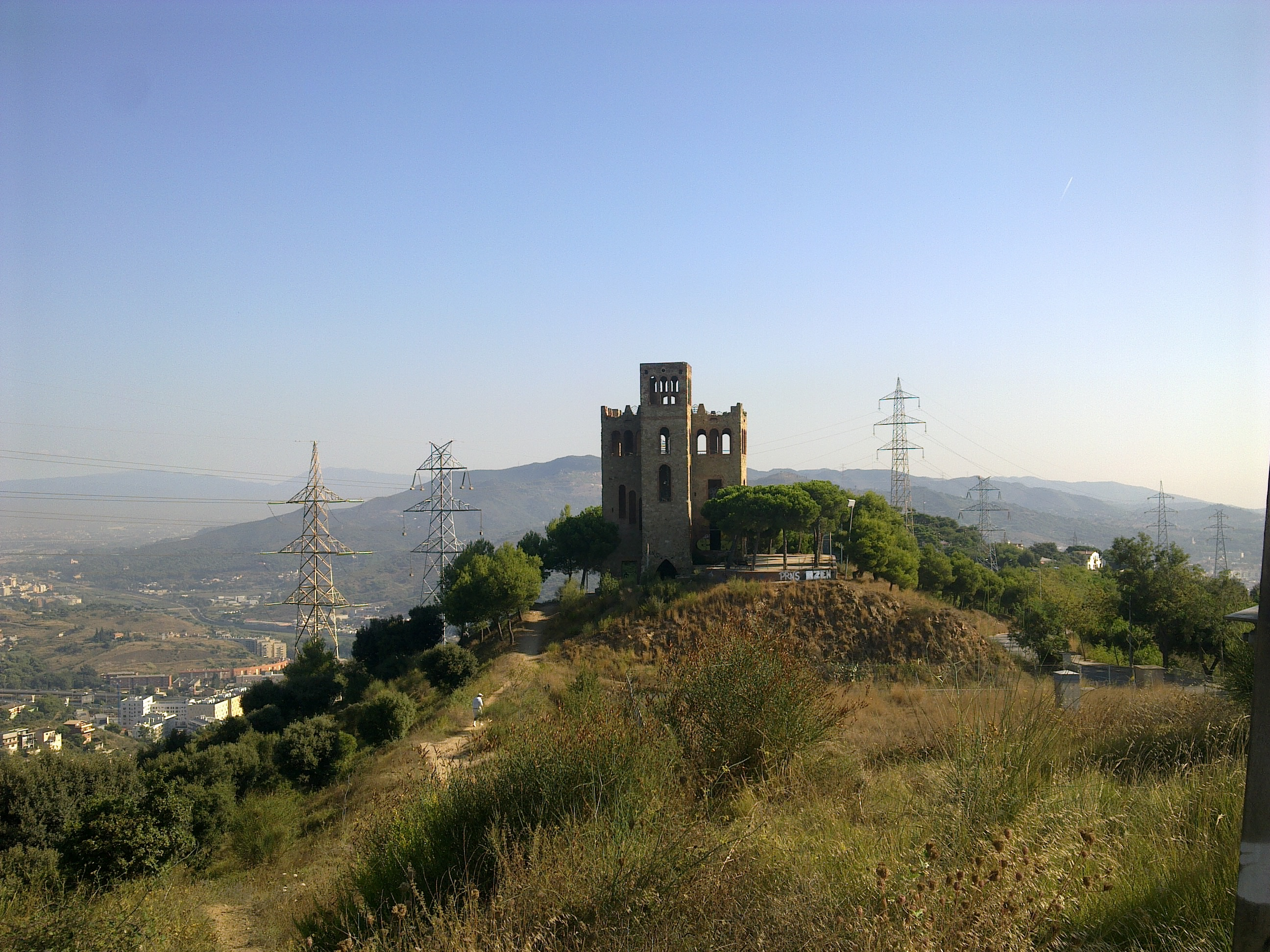
Torre Baró, propiedad de los Sivatte

Mauricio estudió Derecho de la Universidad de Barcelona. Tras licenciarse en 1923 ingresó en el Colegio de Abogados. En 1924 se casó con Asunción Algueró de Ugarriza (1901-1970), natural de Tarragona, instalándose con ella en su casa familiar de Torre Baró en Barcelona. El matrimonio tuvo trece hijos, algunos de los cuales fueron monjas y frailes. Entre ellos, Rafael de Sivatte y Algueró fue un notable estudioso de la Biblia. Otros hicieron carrera en el mundo de los negocios, entre los que se destacó Jaime de Sivatte y Algueró, que llegó a presidir la Asociación Nacional Española de Fabricantes de Hormigón Preparado y fue vicepresidente de la Asociación Nacional de Empresarios Fabricantes de Áridos. El nieto de Mauricio Sivatte, Carlos-Javier Ram de Viu y de Sivatte, es procurador en el distrito judicial de Barcelona.

### Primera carrera política
Sivatte se inició en la política gracias al prestigioso cargo de su padre, que en la década de 1920 seguía siendo una persona distinguida de la alta sociedad de Barcelona. En aquella época, Manuel de Sivatte empezaba a desvincularse de la corriente principal del carlismo. Ya en 1922 firmó un manifiesto reconociendo a Alfonso XIII como el legítimo sucesor de la dinastía carlista, que parecía encaminada a extinguirse por vía agnada. Al entrar en la Diputación Provincial de Barcelona, lo hizo en representación de la Liga Regionalista de Francisco Cambó. Algunos carlistas lo consideraron un traidor a su causa. Inicialmente sus hijos mayores se involucrarían en varias iniciativas políticas de su padre.
A finales de la década de 1920, Mauricio también participó en actividades de la Lliga, aunque seguía siendo miembro del Círculo Jaimista local. Según algunas fuentes, se unió a los esfuerzos por construir un "partido católico duro" que promovía la jerarquía eclesiástica local como una alianza católica entre tradicionalistas, conservadores y derechistas. En 1927 formaba parte ya de la alta sociedad de Barcelona y participaba en diversas ceremonias locales. En los años finales de la dictadura, Mauricio Sivatte participó en la Organización Corporativa Nacional, una peculiar estructura corporativa primorriverista creada para mediar en los conflictos laborales, formando parte del Comité Paritario del algodón. Continuaría en este cargo durante el período de la dictablanda.

### II República
Aunque en la década de 1920 la vinculación de Sivatte con el tradicionalismo era escasa, el advenimiento de la Segunda República Española y su laicismo militante hicieron que retomase una activa militancia carlista. En junio de 1931 fue cofundador de Reacción, un semanario que decía combatir la "acción demagógica, disolvente y corrosiva" del "liberalismo ateo" mediante la recuperación de los valores tradicionales. En abril de 1932 se presentó como candidato por Gerona al recientemente creado Parlamento de Cataluña dentro de la Coalición Católica Gerundense, pero no logró acta de diputado. Al reunificarse las tres ramas del tradicionalismo en la Comunión Tradicionalista, Sivatte se dedicó a labores de propaganda. En mayo de 1932 formó parte de la comisión que proporcionaba apoyo financiero a la Semana Tradicionalista, aunque él mismo no fuese uno de los oradores. En junio contribuyó a la apertura del Círculo Central Tradicionalista en Barcelona, del que sería primero vicepresidente y después presidente. En una ocasión llegó a ser detenido brevemente por las autoridades tras una manifestación carlista.
A pesar de haber participado en la Lliga, Sivatte formaba parte de la facción del carlismo catalán que abogaba por una postura radical de intransigencia doctrinal, frente al grupo de dirigentes de mayor edad acostumbrados a los pactos entre bambalinas. Cuando en mayo de 1933 Miguel Junyent renunció a la jefatura regional de la Comunión Tradicionalista en Cataluña, Sivatte fue nombrado su sucesor. Según una biógrafía hagiográfica, el reclamante al trono, Don Alfonso Carlos, coincidía en que el nuevo formato de militancia requería nuevos dirigentes dinámicos; según un historiador progresista, en cambio, fue el sector de los reaccionarios integristas el que logró que se impusiera la decisión. El cambio provocó una amenaza de fractura en el carlismo catalán que debilitó su cohesión interna. La designación de Sivatte duró menos de un año y estuvo marcada principalmente por sus esfuerzos en construir las estructuras regionales paramilitares del Requeté. A pesar de su condición de jefe regional, Sivatte no presentó candidatura en las elecciones generales de 1933. En marzo de 1934 los políticos más veteranos contraatacaron y lograron una orden del abanderado Alfonso Carlos que puso a Lorenzo María Alier al frente de la Comunión Tradicionalista en Cataluña, quedando Sivatte relegado al puesto de subjefe regional.
Como líder provincial del Tradicionalismo, Sivatte se centró en la formación del Requeté y en actividades de propaganda, actuando en ocasiones como representante de Alier en mítines carlistas. A nivel nacional, se mostró contrario a las alianzas con alfonsinos que defendían otros tradicionalistas como el conde de Rodezno y Víctor Pradera. Tras el triunfo del Frente Popular en febrero de 1936, actuó como representante del carlismo catalán en las conversaciones con los dirigentes locales de la UME y trazó los primeros planes de insurrección antirrepublicana. Uno de ellos estuvo cerca de ponerse en marcha en la primavera de 1936. Cuando la operación fue abortada en el último minuto, Sivatte formaba parte del comando catalán del Requeté. De acuerdo con el historiador César Alcalá, fue Sivatte quien propuso a Tomás Caylá como sustituto de Alier, que había presentado su renuncia como jefe regional a principios de ese año. El nuevo dirigente catalán encomendó a Sivatte la tarea de recaudar fondos para la acción militar prevista. Sivatte prosiguió asimismo las negociaciones con la UME, quedando insatisfecho con el planteamiento de los generales: éstos pretendían que el golpe de Estado derrocase al gobierno del Frente Popular, mientras que la intención de Sivatte y los tradicionalistas era derrocar a la República.

### Guerra civil
Sivatte se implicó profundamente en la preparación de la rebelión tanto en Barcelona como en el conjunto de Cataluña, procurando una estrecha colaboración entre la UME y los requetés catalanes en cuanto a las disposiciones militares. Tras recibir de Pamplona la noticia del acuerdo final alcanzado con el ejército, el 18 de julio Sivatte y Caylá se reunieron para dar la orden de alzamiento a sus efectivos para el día siguiente. Desde ese momento, unos 3.000 voluntarios de primera línea y 15.000 auxiliares quedaron bajo el mando del jefe catalán del Requeté, José María Cunill Postius. Debido al fracaso de la insurrección en Barcelona, tras dos días de combates los requetés catalanes se dispersaron; algunos murieron, otros fueron capturados y los que pudieron se escondieron o abandonaron la región. No está claro cuál fue el paradero exacto de Sivatte, que se escondió cuando los republicanos recuperaron el control total de Barcelona. A principios de agosto de 1936 logró embarcar hacia Marsella con un pasaporte polaco falso.
Desde Francia pasó a la zona sublevada y tras la toma de Guipúzcoa por los nacionales, se instaló en San Sebastián. En la capital guipuzcoana cofundó la Comisión Carlista para Asuntos de Cataluña, un organismo creado principalmente para ayudar a los exiliados catalanes, aunque también participó en actividades de espionaje. Posteriormente se trasladó a Zaragoza a medida que los refugiados carlistas cruzaban el frente o llegaban a Aragón a través de Francia. Junto con Cunill, que había logrado llegar a la zona rebelde escapando por poco de su ejecución, concibió la idea de organizar un batallón requeté compuesto íntegramente por catalanes, que en diciembre de 1936 nacería con el nombre de Tercio de Requetés Nuestra Señora de Montserrat. Sivatte se encargó de su formación, colaborando también en Frentes y Hospitales, una organización dirigida por tradicionalistas que atendía a los heridos de guerra y a los combatientes del frente, aunque difieren los relatos sobre el papel exacto de Sivatte en la misma.

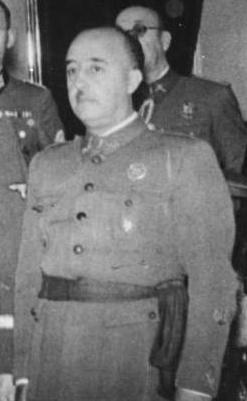
Franco, 1940

Mauricio de Sivatte no ingresó en la Junta Nacional Carlista de Guerra y no participó en las cruciales reuniones de la Comunión de principios de 1937 que trataron la inminente amenaza de unificación forzosa en un partido oficial del Estado. Sin embargo, se sabe que formó parte de la facción intransigente que se oponía ferozmente a la unidad diseñada por Franco. Cuando fue promulgado el Decreto de Unificación, trató de eludirlo. A lo largo de 1938 la Comisión para Asuntos de Cataluña, constantemente atacada por la sección catalana de FET y de las JONS, pasó a denominarse Jefatura Regional de la Comunión. Probablemente fuera en ese momento cuando Sivatte asumió por segunda vez la jefatura del carlismo catalán. A medida que el tradicionalismo iba siendo cada vez más marginado en el nuevo entramado político franquista, Sivatte instó al nuevo regente de la Comunión a adoptar una postura decidida. A su juicio, la fórmula de regencia era desafortunada y contribuía al desarme moral del carlismo; en sus cartas a Don Javier, le recomendaba cortésmente aunque con firmeza que pusiera fin a la regencia y se declarase rey legítimo de España.

### Jefe de la Comunión en Cataluña

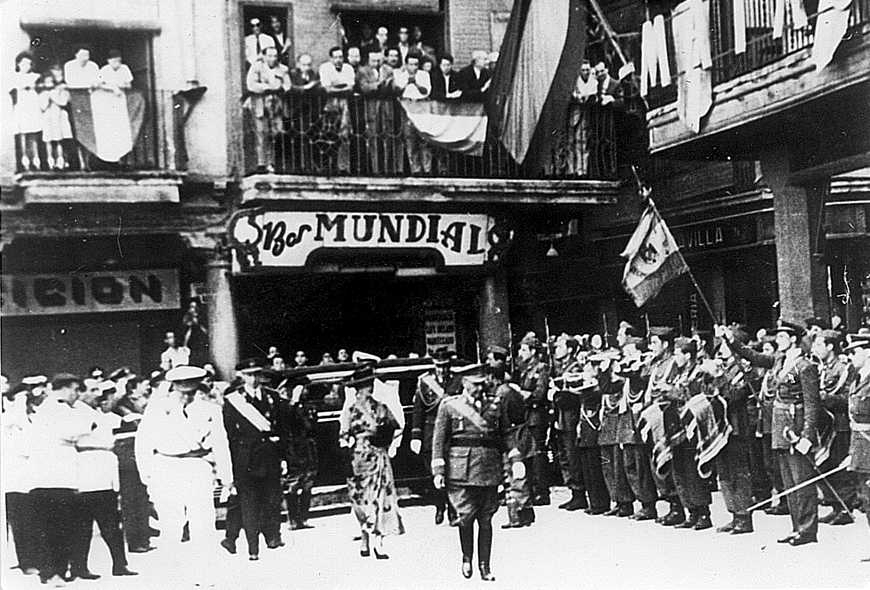
Franquismo en Cataluña

Tras la conquista de Cataluña por las tropas sublevadas, Sivatte regresó a Barcelona y puso todo su empeño en tratar de reconstruir las estructuras del carlismo en la región. Sus primeros esfuerzos resultaron vanos; la comandancia militar clausuró todos los círculos que acababan de reabrirse y ordenó la expulsión de Sivatte de Cataluña. Su exilio, que duraría unos meses, convenció a Sivatte de que no era posible un modus vivendi en el nuevo sistema imperante. Dentro del carlismo formó parte de la facción intransigente encabezada por Manuel Fal Conde que trataba de preservar la identidad tradicionalista y se negaba a integrarse en las estructuras franquistas. La respuesta de las nuevas autoridades no se haría esperar. En 1940, durante el primer aniversario de la conquista nacional de Barcelona, Sivatte estuvo detenido en la Cárcel Modelo; en 1942, durante la fiesta carlista de los Mártires de la Tradición, fue acompañado por el comandante de la IV Región Militar, el general Alfredo Kindelán. Las relaciones entre carlistas y falangistas catalanes continuaron siendo extremadamente tensas, llegando a producir alborotos en no pocas ocasiones. Finalmente, el régimen reconoció cierto potencial carlista en la región y se permitió a los tradicionalistas una libertad desconocida para otros colectivos. El carlismo catalán emergería como el más dinámico y mejor organizado de todo el país.
En 1943 Sivatte fue uno de los firmantes del documento Reclamación de Poder, que exigía al general Franco el desmantelamiento del régimen nacional-sindicalista y la restauración de la monarquía tradicional. Esta sería su última actuación dentro de la ejecutiva de la Comunión. Como muestra de su desencanto con los crecientes contactos con alfonsinos y temiendo algún tipo de compromiso dinástico, en 1944 Sivatte renunció a su puesto de vocal de la Junta Nacional Carlista, aunque conservó su puesto de jefe regional de Cataluña. También le preocupaba lo que percibía como falta de dirección en la Comunión Tradicionalista, el desconcierto político y especialmente la regencia inactiva de Don Javier. En un documento de finales de 1945 negaba rotundamente derechos dinásticos a Don Juan y Don Carlos Pío y recomendaba una postura valiente y decidida por parte del regente; pronto seguirían otros documentos igualmente críticos. Como parte de su estrategia, Sivatte ideó una gran manifestación carlista en Pamplona en diciembre de 1945 que terminó en disturbios y detenciones.

La Cruz de Borgoña, bandera del carlismo desde 1935

Entre 1947 y 1949 las relaciones de Sivatte con Fal Conde y Don Javier se deterioraron. El jefe catalán insistía en que la Junta de Jefes Regionales y Provinciales debía exigir formalmente a Don Javier, mediante una gran asamblea carlista, poner fin a la confusión originada por una regencia que llevaba alargándose once años. Fal Conde frustraría este intento diluyendo el mensaje final. También resistió a la presión preparada por Sivatte durante el Aplec de Montserrat de 1947. La nueva Ley de Sucesión, que contó con el apoyo de Fal en el referéndum, llevó a Sivatte a creer que Franco abría el camino para una futura restauración alfonsina, lo que afianzó su tono perentorio. El Aplec de Montserrat de 1948, que pretendía ser la mayor manifestación de intransigencia carlista hasta la fecha, fue prohibido por las autoridades sin protesta registrada de los dirigentes tradicionalistas nacionales. En un último intento de poner orden tras la publicación de una nueva carta por los carlistas catalanes, en febrero de 1949 Fal Conde viajó a Barcelona, sólo para ser informado de que «por aquel camino el carlismo no podía caminar». En marzo de 1949 Don Javier cesó a Sivatte como jefe regional de la Comunión Tradicionalista en Cataluña.

### Escisión

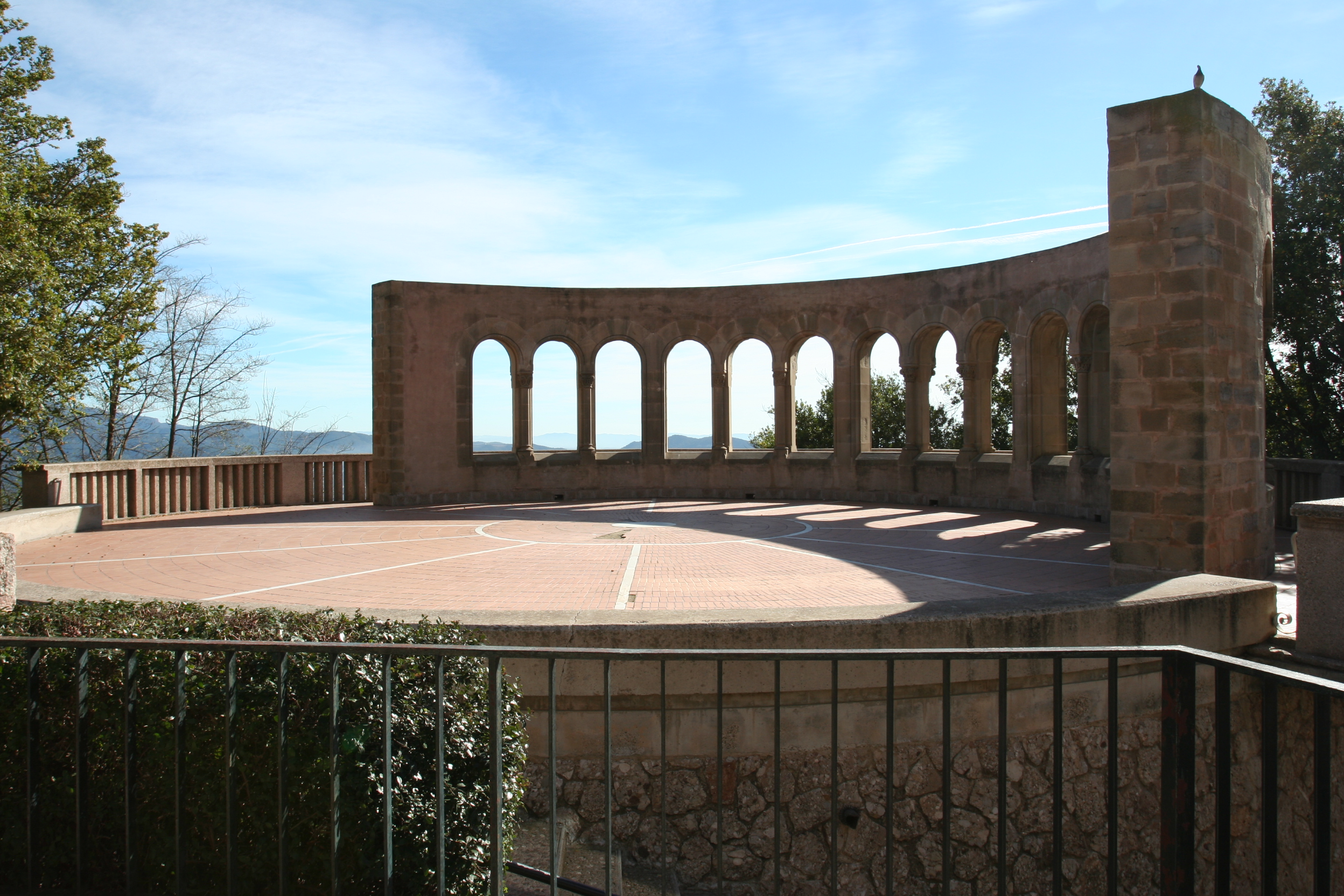
Mausoleo del Tercio de Requetés Nuestra Señora de Montserrat

Aunque algunos autores afirman que en 1949 Sivatte también fue expulsado del carlismo, otros sostienen que se separó voluntariamente de la Comunión. El hecho de que numerosos colaboradores siguieran a Sivatte empujó al carlismo javierista catalán a una situación de minoría. El cisma quedó demostrado en dos aplecs de Montserrat, organizados desde 1949 de manera separada por javieristas y sivattistas. Los últimos no constituyeron en un principio un organismo formal; se organizaron en torno al Centro Familiar Montserrat, que actuaba más como círculo social que como organización política.
Políticamente Sivatte mantuvo su postura anterior: reconocía a Don Javier como legítimo caudillo carlista, oponiéndose a la fórmula de regencia, al compromiso dinástico y al entendimiento con el franquismo. A excepción de Cataluña y parte de Navarra, no logró demasiado apoyo entre las masas carlistas. Esta situación cambió cuando a principios de los 50 se generalizaron las voces a favor del fin de la regencia, con el apoyo del propio Fal Conde. De este modo, la proclamación de Don Javier en 1952 como sucesor legítimo de la Corona de España durante el Congreso Eucarístico Internacional de Barcelona podría considerarse un triunfo personal de Sivatte. No obstante, la llamada Acta de Barcelona vino inmediatamente acompañada de una serie de declaraciones que parecían restar importancia a la proclamación, vacilación que comenzó a erosionar el reconocimiento de Sivatte a Don Javier.

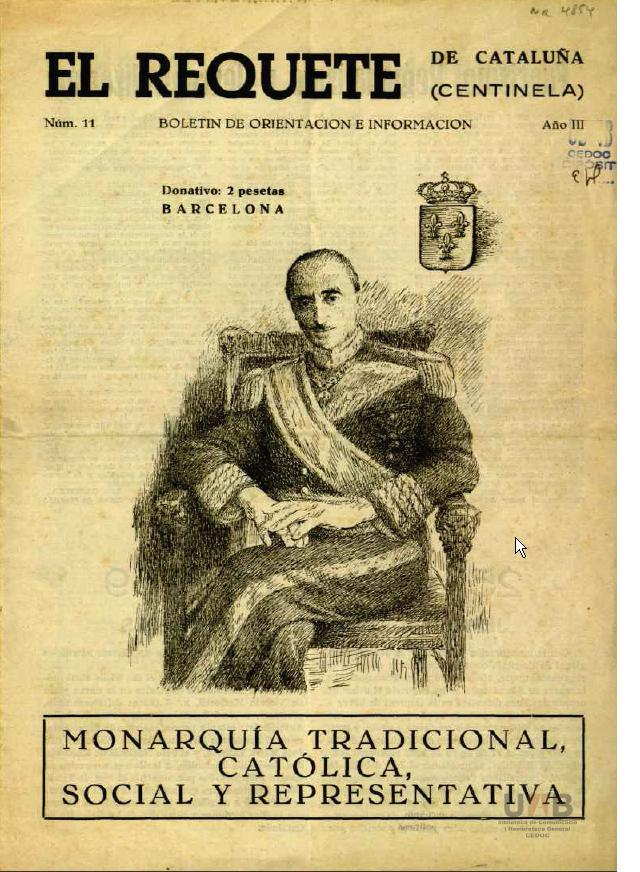
Don Javier como rey en la portada de una revista carlista, 1959

La postura de Sivatte hacia el franquismo continuó siendo hostil. Cuando en 1952 avanzó el proyecto de construir en Montserrat un mausoleo dedicado a los requetés muertos en campaña, Sivatte se opuso al mismo por formar parte de la propaganda franquista. Por esta razón fue detenido y multado junto con otros de sus partidarios, medidas que evitaron su participación en posteriores aplecs de Montserrat, como el de 1954. Cuando a mediados de los 50 el carlismo aparcó su estrategia de oposición y trató de buscar un acercamiento al franquismo, los sivattistas respondieron con fuertes críticas. En una nota de 1955 preguntaban: ¿Ha resignado Don Javier su Misión en el general Franco? Por otro lado, el cese de Fal Conde parecía facilitar la relación con los javieristas, especialmente cuando en 1956 Don Javier tuvo gestos conciliatorios con Sivatte. Ese año los dos grupos acordarían organizar la concentración de Montserrat de manera conjunta.
En abril de 1956 los sivattistas se reunieron en Perpiñán con Don Javier, que aceptaría firmar un documento rechazando cualquier compromiso dinástico con los alfonsinos y con Franco; aunque no quiso firmarlo como rey legítimo e insistiría después en mantener el documento privado. Sivatte, temiendo un nuevo paso atrás, se negó. Presentó además la declaración a la Junta Suprema de las Regiones, un organismo carlista recién establecido y un tanto rebelde, empeñado en evitar un giro pro-juanista y pro-franquista. La Junta pretendía mantener a Don Javier en una caja de cristal y separarlo de la política diaria. El nuevo jefe delegado tradicionalista, José María Valiente, reaccionó forzando la disolución de la Junta, a lo que Sivatte respondió con la publicación del documento de Perpiñán bajo el título de Manifiesto de los españoles. Para entonces se había convencido ya de que la lealtad a Don Javier era un callejón sin salida y que era precisa una solución alternativa.

### RENACE

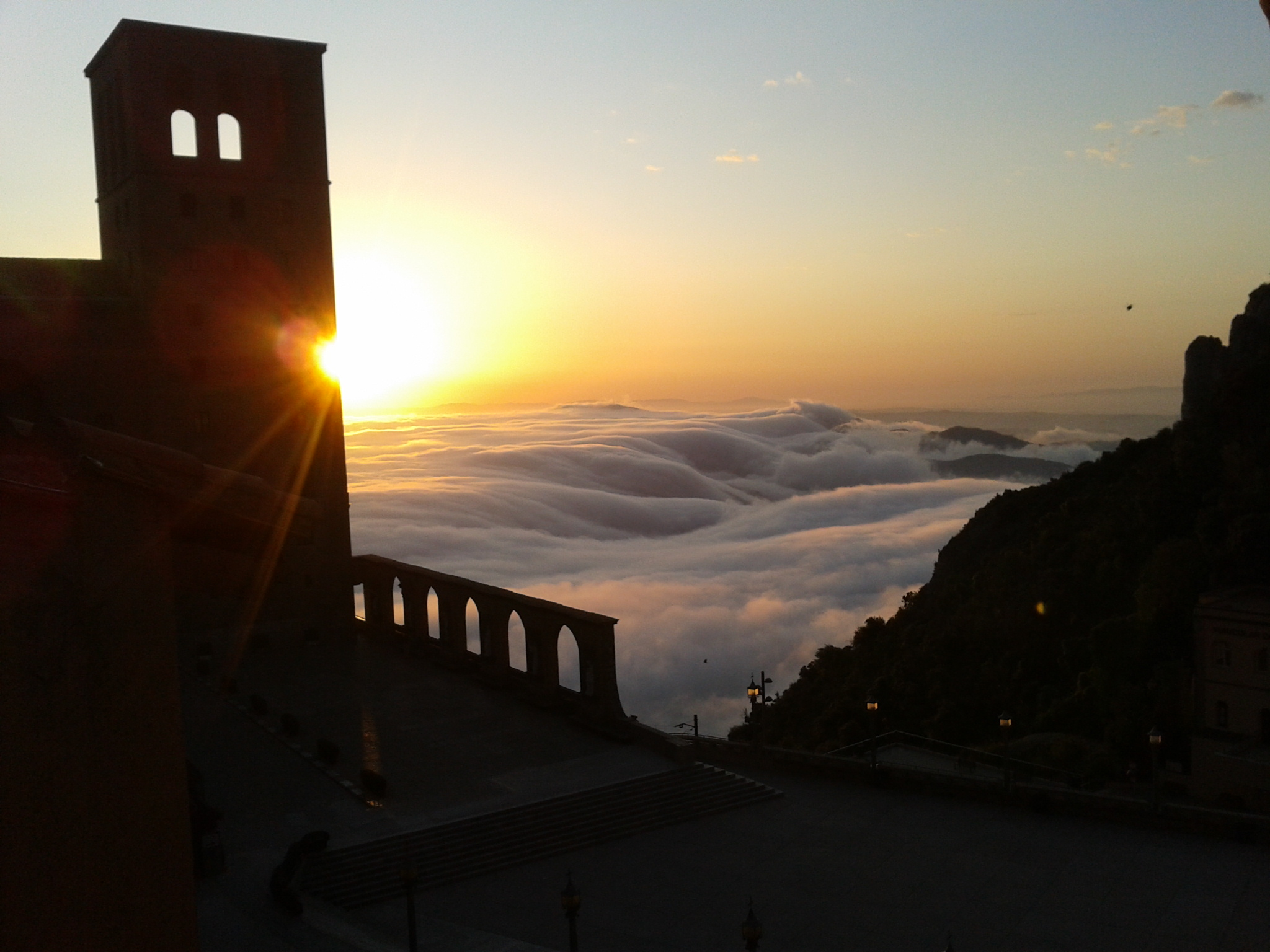
Amanecer en el monasterio de Montserrat

Tras decidir abandonar a Don Javier, a quien consideraba un príncipe dubitativo y poco fiable, Sivatte empezó a buscar alternativas. En 1957 mantuvo contactos con Don Antonio, representante de otra rama borbónica que según la facción carloctavista ostentaba los derechos a la corona. Sin embargo, las conversaciones no dieron ningún resultado. En mayo de 1957 Don Carlos Hugo, el hijo mayor de Don Javier, hizo una entrada fulminante en el escenario político español y fue recibido con enorme entusiasmo por la multitud congregada en la concentración anual de Montejurra. Muchos sivattistas consideraron entonces que los años de apatía habían terminado y algunos de ellos volvieron a unirse a los javieristas. No está claro hasta qué punto el propio Sivatte llegó a considerar a Don Carlos Hugo como alternativa a Don Javier, si bien recelaba del tono pro-franquista de sus discursos. Cuando a finales de 1957 los tradicionalistas partidarios de la sucesión alfonsina proclamaron a Don Juan rey legítimo, Sivatte sintió la necesidad de dar un nuevo impulso al "carlismo auténtico".
En el aplec de Montserrat del 20 de abril de 1958 Sivatte proclamó la Regencia Nacional y Carlista de Estella (RENACE), un organismo que diría ser depositario de los auténticos principios carlistas y se autoproclamaría la "autoridad suprema de la Comunión Carlista". La regencia no reconoció a ningún pretendiente o dinastía y su manifiesto fundacional afirmaba de manera tajante: «no tenemos Rey legítimo». El mismo manifiesto decía salvaguardar el espíritu carlista contra las crecientes distorsiones, en especial contra las falsificaciones forzadas por el franquismo, un sistema que consideraban que «ha faltado esencialmente» y al que según ellos, Don Javier, en su doble juego, no se oponía sino que de hecho apoyaba. Sivatte no proporcionaría ninguna información sobre los objetivos finales de RENACE ni sobre su composición y modus operandi.

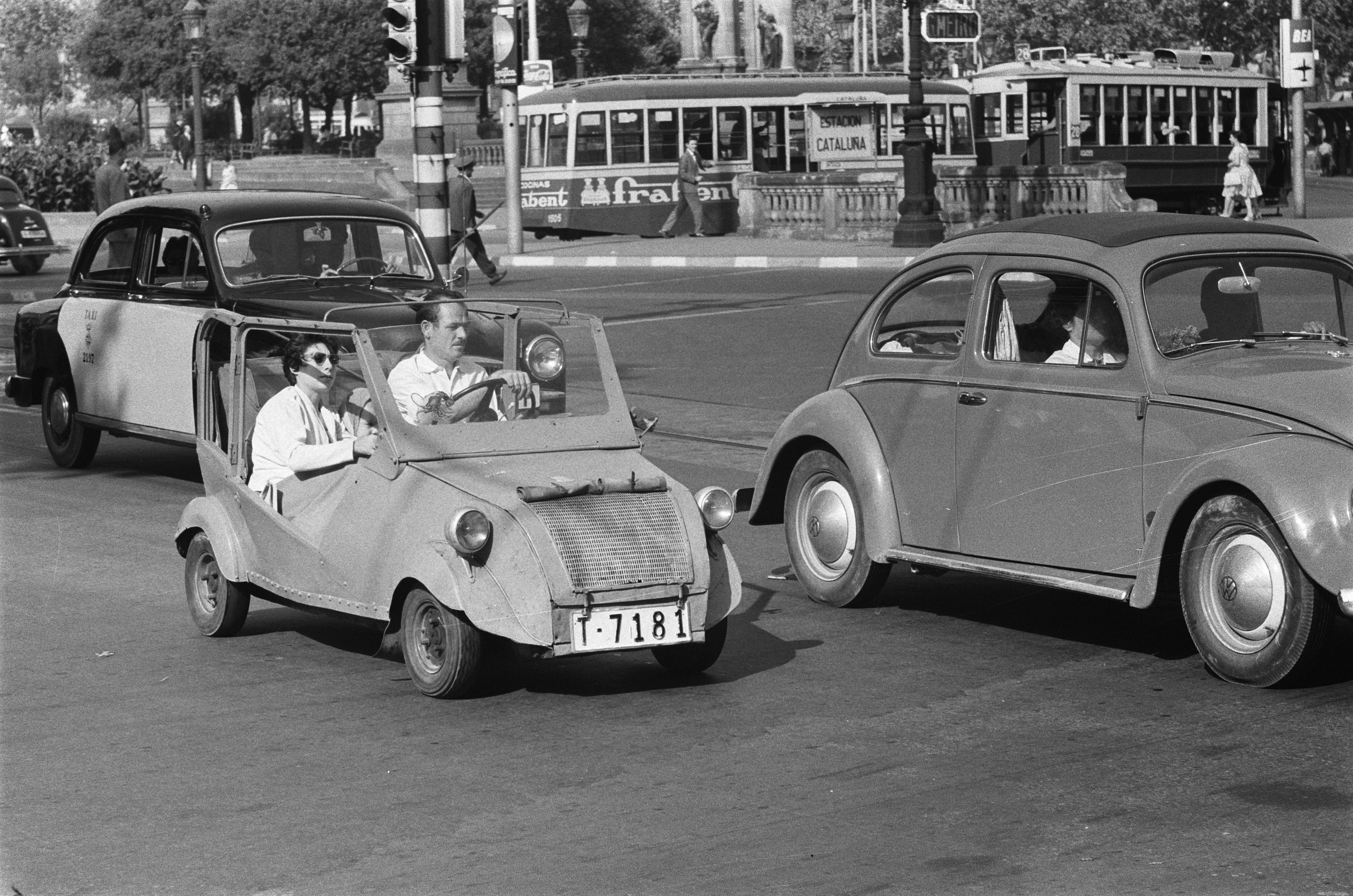
Tráfico urbano, Barcelona a principios de los años 60

RENACE, que no logró reunir un apoyo considerable entre los carlistas, vio su base política reducida principalmente a Cataluña, aunque recibió declaraciones de adhesión de grupos tradicionalistas de otras regiones como Navarra, Vascongadas y Andalucía. Ningún dirigente carlista destacado a nivel nacional se adhirió a Sivatte, aunque algunos como Joaquín Baleztena le manifestaron su apoyo. A principios de la década de 1960 se hizo evidente que RENACE, lejos de ser una fuerza dinámica y renovadora, era otra facción carlista más, aunque su pureza doctrinal y antifranquismo la convirtió en un punto de referencia en el ámbito tradicionalista. Aunque Sivatte pudiera imaginar en un principio que la iniciativa se materializaría en una formación política, su limitado éxito hizo que RENACE acabase siendo más bien un símbolo, un grupo de presión y de teorización doctrinal. Su actividad pública consistió en la publicación de la revista Tiempos Críticos, la divulgación de diversos manifiestos y especialmente la organización de actos públicos, por lo general definidos como fiestas católicas, que contaron con una asistencia cada vez menor. Aparte de la formación de su Junta Suprema, el grupo no adquirió una estructura formal. Los historiadores difieren respecto a la relación entre RENACE y las llamadas Juntas de Defensa del Carlismo, iniciativas locales que surgieron en toda España entre 1962 y 1963.

### Últimos años

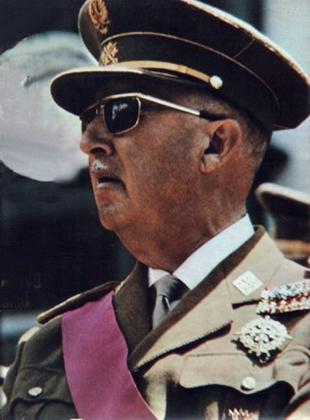
Franco, finales de los 60

En la década de 1960 Sivatte y RENACE mantuvieron su línea tradicionalista e intransigente. Uno de sus temas recurrentes era la negativa a la restauración alfonsina en general, así como a cualquier acuerdo dinástico carlista con los juanistas en particular. Otro era su oposición a la colaboración con el franquismo, que se expresaba de manera cada vez más contundente y desafiante a medida que el régimen se liberalizaba y se iba relajando la censura en la vida pública. Poco a poco, el grupo comenzó a destacarse por su catolicismo ultraconservador, opuesto al espíritu del Concilio Vaticano II y sus repercusiones en España, como la Ley de Libertad Religiosa. RENACE también seguiría siendo ferozmente hostil a toda manifestación de liberalismo; y mucho más a las ideologías de izquierdas, con frecuentes alusiones a una "revolución mundial".
Aun en 1964 Sivatte trató de mantener relaciones cordiales con Don Carlos Hugo, pero el intento resultó contraproducente para sus intereses cuando un número significativo de sivattistas, incluyendo a Carles Feliu de Travy, abandonaron RENACE y se reintegraron en el javierismo. La conversión supuso un duro golpe para Sivatte, que aseguró que el príncipe era un "traidor" y un "revolucionario izquierdista" y se opuso con vehemencia a su intento de liderar el carlismo, postura que lo acercaría en cierto modo a Fal Conde. Con el tiempo, RENACE fue quedando cada vez más marginada. Por su incapacidad de atraer a jóvenes militantes, se fue convirtiendo en un grupo de opositores de avanzada edad. En 1970 representantes de las Juntas de Defensa y de RENACE se reunieron en Estella para coordinar sus actividades; la reunión solamente produciría algunos documentos, que quedaron eclipsados por la dinámica socialista del nuevo Partido Carlista. En el aplec anual sivattista de Montserrat de 1973 tan sólo se presentaron 150 personas. El año siguiente Sivatte sería detenido y multado en Montserrat, quizá el último signo de reconocimiento político que recibió en su vida.

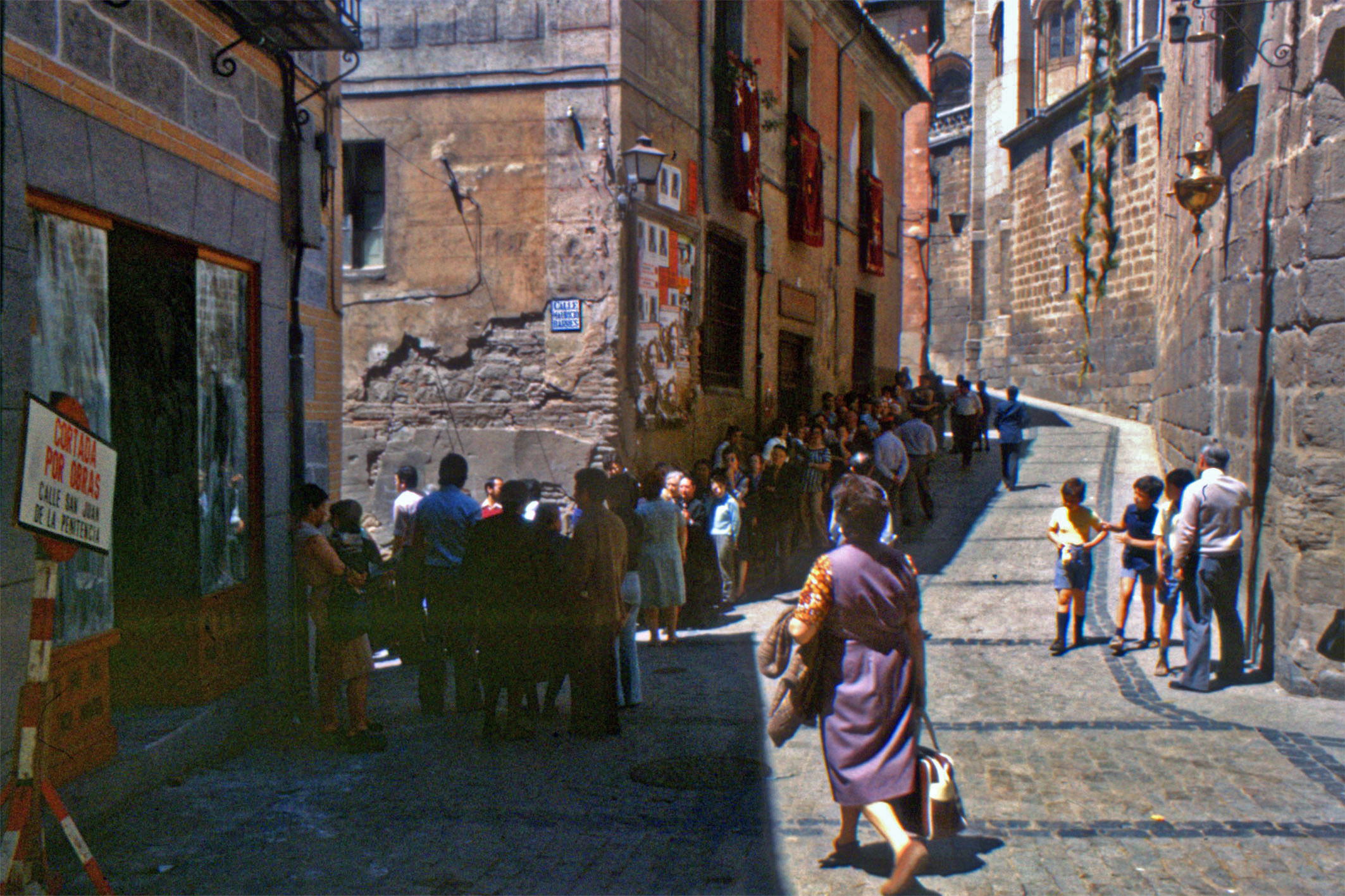
Elecciones en España, 1977

Tras la muerte de Franco y durante la Transición, RENACE se opuso firmemente al proceso de democratización y siguió defendiendo la idea de un régimen católico, tradicionalista y antidemocrático. Algunos autores señalan que los sivattistas, siempre hostiles al franquismo, se acercaron paradójicamente durante su desmantelamiento al llamado búnker post-franquista. En 1978 RENACE daría vida a un partido político llamado Unión Carlista, que tendría escasa relevancia. A pesar de la diabetes e inmovilidad que padecía, hasta su muerte Sivatte no dejó de acudir a ningún aplec de Montserrat.